# کریستیان ئی. کریستیانسن
کریستیان ئی. کریستیانسن (دانمارکی: Christian E. Christiansen؛ زادهٔ ۱۴ دسامبر ۱۹۷۲) کارگردان فیلم، تهیه‌کننده فیلم، و فیلم‌نامه‌نویس اهل دانمارک است.
از فیلم‌ها یا برنامه‌های تلویزیونی که وی در آن نقش داشته‌است، می‌توان به شناسه: ای اشاره کرد.